# Marla Maples
Marla Ann Maples (sinh ngày 27 tháng 10 năm 1963) là nữ diễn viên và ngôi sao truyền hình người Mỹ. Maples là vợ thứ hai của Tổng thống Mỹ Donald Trump. Cuộc hôn nhân của họ kéo dài từ năm 1993-1999.

## Thời thơ ấu
Marla Maples sinh năm 1963 tại Cohutta, bang Georgia, Mỹ. Mẹ bà, Laura Ann Locklear (1940–2014), là người mẫu còn cha bà, Stanley Edward Maples, là nhà kinh doanh bất động sản. Bà bị bệnh Lyme từ khi còn là một thiếu niên.
Maples theo học trung học Northwest Whitfield ở Tunnel Hill, Georgia, khoảng thời gian này, bà thường chơi bóng rổ ở trường.
Sau khi tốt nghiệp cấp ba năm 1981, Maples có tham dự các cuộc thi sắc đẹp. Năm 1983, bà đoạt vương miện cuộc thi Miss Resaca Beach Poster Girl, năm 1984, bà là Á hậu của Miss Georgia USA (Hoa hậu Mỹ, cấp độ tiểu bang). Năm 1985, bà là Hoa hậu của cuộc thi Miss Hawaiian Tropic.

## Đời tư
Maples được biết đến nhiều qua mối tình với Tổng thống Mỹ, Donald Trump, khi ông vẫn còn kết hôn với vợ đương thời là Ivana. Maples gặp Trump năm 1989 và từng chia tay ít nhất một lần, mối quan hệ của họ nhận được nhiều quan tâm từ công chúng Cả hai có một con chung là Tiffany Ariana Trump, sinh ngày 13 tháng 10 năm 1993.